# بریستول بولت
بریستول بولت (به انگلیسی: Bristol Bullet) یک هواگرد ساختِ کارخانهٔ بریستول ایروپلین در کشور بریتانیا است . این هواگرد برای نخستین بار در ۱۹۲۰ میلادی مورد استفاده قرار گرفت.